# Vîșka, Velîkîi Bereznîi
Vîșka (în ucraineană Вишка) este o comună în raionul Velîkîi Bereznîi, regiunea Transcarpatia, Ucraina, formată numai din satul de reședință.

## Demografie
Componența lingvistică a comunei Vîșka
     Ucraineană (99,67%)
     Alte limbi (0,33%)
Conform recensământului din 2001, majoritatea populației comunei Vîșka era vorbitoare de ucraineană (99,67%), existând în minoritate și vorbitori de alte limbi.